# O Roubo das Calcinhas
O Roubo das Calcinhas é um filme de comédia pornochanchada brasileiro de 1975 dirigido por Sindoval Aguiar e Braz Chediak. Animação de abetura de Redi.

## Sinopse
São dois segmentos:
O Roubo das Calcinhas
Quatro amigos estão sem dinheiro no Natal. Genaro tem a ideia de assaltar um bordel na Barra da Tijuca  pois acha que as vítimas não chamarão a polícia. Para conhecer o lugar, um dos amigos, Alfredo, se traveste de mulher e vai com Genaro para lá. Depois, armam um plano e voltam para executar o roubo.
I Love Bacalhau
O dono de um botequim no subúrbio, o português Manuel, ganha na loteria esportiva. Três mecânicos se acham injustiçados por quase terem ganho o prêmio e sequestram a mulher de Manuel (Filó), exigindo resgate. Manuel se recusa a pagar, pois assim se livra da esposa e pode conquistar a mulata dos seus sonhos. Sabendo disso, Filó combina com os sequestradores inverter o plano, isto é, Manuel terá de pagar o resgate se não quiser vê-la novamente.

## Elenco
O roubo das calcinhas
- Felipe Carone .... Genaro
- Fábio Sabag .... Rosário (participação especial)
- Marco Nanini...Alfredo
- Pedro Cassador....Mudinho
- Lady Francisco .... Kátia
- Henriqueta Brieba .... Dona Hortência, a mãe
- Rodolfo Arena .... Deusdedith
- Paulo Pinheiro .... porteiro
- Dalmo Ferreira .... leão de chácara
- Nelson Moura .... bêbado
- Maurício Nabuco .... assaltado
- Luís Piccini .... garçom
- Maurício do Valle..Manuel (não creditado no segmento)

I love bacalhau
- Maurício do Valle .... Manuel
- Dirce Migliaccio .... Filó
- Sandra Mara .... Marlene
- Wilson Grey .... Fininho
- Ivan Cândido .... Russo
- Carlos Alberto .... Neco
- Nena Napoli .... Guigui
- Luiz Mendonça .... dono da oficina
- Rosa Sandrini .... velha
- Hermínia Donato .... velha
- Sérgio Soares .... leão de chácara
- Banzo Africano .... leão de chácara
- Roberto Guerra .... padeiro